# Drawsko Pomorskie
Pour les articles homonymes, voir Drawsko.
Drawsko Pomorskie (avant 1950 : Dramburg) est une ville polonaise située dans le powiat de Drawsko Pomorskie de la voïvodie de Poméranie occidentale. Avant 1945, elle appartenait à la province de Posnanie-Prusse-Occidentale en Allemagne.

## Histoire
De 1816 à 1945, Dramburg est le chef-lieu de l'arrondissement de Dramburg dans le district de Köslin au sein de la province de Poméranie.

## Personnalités liées à la ville
- Hans Wolter (1911-1978), physicien allemand.
- Krystian Zalewski (1989-), athlète polonais 3000 m steeple.